# Андреј Њежић
Андреј Њежић (Бања Лука, 15. август 2001) српски је позоришни, телевизијски и филмски глумац. Први је студент из Бања Луке који је уписао глуму на Факултету драмских уметности у Београду.

## Биографија
Рођен је у Бања Луци, где је одрастао и школовао се. Похађао је Економску школу у том граду. У свету филма и позоришта је од своје девете године, док је до своје петнаесте године сам режирао, монтирао, снимао и глумио у својих седам кратких филмова. Њежић се усавршавао у прављењу филмова преко интернета, а логичан следећи корак је био одлазак на пријемни испит из глуме. Примљен је из првог пута, као први студент из свог града који је икада примљен на глуму на Факултет драмских уметности у Београду. Студирао је на класи професорке Марије Миленковић.
Има осам година старију сестру Сару.
На фестивалу 2015. године у Мркоњић Граду, освојио је награду на фестивалу за споредну улогу у представи "Ко некад у осам". Прву професионалну глумачку награду добио је на Филмским сусретима, за најбољег дебитанта у филму Свилен конац, која му је уједно прва филмска улога.
Од јесени 2023. године део је позоришне куће Хартефакт, када је на аудицији међу двеста кандидата добио улогу у представи "Климакс" заједно са Ањом Ћурчић, док у представи са њима играју Павле Менсур и Алексеј Бјелогрлић који су од почетка били планирани за своје улоге. Представа је рађена као позоришна адаптација истоименог филма контроверзног француског режисера Гаспара Ное по тексту Дуње Матић и у режији Патрика Лазића. Куриозитет је да сво четворо глуме у серији Време смрти и имају доста заједничких сцена.

## Филмографија
| Год.   | Назив        | Улога       |
| ------ | ------------ | ----------- |
| 2020-е |              |             |
| 2022.  | Мочвара      | Петар Кораћ |
| 2023.  | Свилен конац | Миша        |
| 2024.  | Време смрти  | Иван Катић  |

## Театрографија
| Позориште                    | Назив                       | Режија                 | Текст                     |
| ---------------------------- | --------------------------- | ---------------------- | ------------------------- |
| Хартефакт                    | Климакс                     | Патрик Лазић           | Дуња Матић                |
| Позориште Бошко Буха         | Тајни дневник Адријана Мола | Татјана Мандић Ригонат | Сју Таусенд Милена Деполо |
| Народно позориште у Београду | Мајстор и Маргарита         | Андраш Урбан           | Михаил Булгаков           |